# Témenos (dème)
Le dème de Témenos (grec moderne : Δήμος Τεμένους), ou simplement Témenos (Τέμενος), est une ancienne municipalité du district régional d’Héraklion, en Crète, en Grèce. Depuis la réforme du gouvernement local de 2011, il fait partie du dème d’Héraklion, dont il est devenu une unité municipale.
Il était situé au centre du district d'Héraklion et basé dans le village de Profítis Ilías. Cette ancienne commune a, selon le recensement de 2001, un total de 3 218 habitants et une superficie de 56 608 hectares.